# 2087 Kochera
2087 Kochera (1975 YC) là một tiểu hành tinh vành đai chính được phát hiện ngày 28 tháng 12 năm 1975 bởi P. Wild ở Zimmerwald.